# كوجيونو
كوجيونو هي بلدة إيطالية صغيرة كومونا في مدينة ميلانو الكبرى ، 50 كيلومتر (31 ميل) غرب ميلانو على الطريق السريع A4 إلى تورينو ، بوابة ماركالو ميسيرو.
كان والدا لاعب البيسبول الأمريكي يوغي بيرا من هنا, وولد المغني والملحن الإيطالي أنجيلو براندواردي هناك.
كوجيونو هي شقيقة مدينة هيرين بولاية إلينوي , وايضاً هاجر العديد من الإيطاليين من كوجيونو إلى جنوب إلينوي بنية العمل في مناجم للفحم على أمل اغتنام الحلم الأمريكي ي أواخر القرن التاسع عشر وأوائل القرن العشرين, وشكلوا أحياء في مدن في جميع أنحاء جنوب إلينوي.
تقع كوجيونو على حدود البلديات التالية: كاستانو بريمو و بوسكات و أركنات و اركوناتي كون اندونو و غالبيت و ميسيرو و بيرناتي تيتشينو .